# Liste der Handfeuerwaffen/Y
Übersicht im Referenzwerk zu "Handfeuerwaffen WXYZ"
- Yavuz 16 - (Türkei - Pistole - 9 × 19 mm)
- Ydeal - (Spanien - Pistole)[2]